# Claudio De Vincenti
Claudio De Vincenti (ur. 28 października 1948 w Rzymie) – włoski ekonomista, nauczyciel akademicki i urzędnik państwowy, w latach 2016–2018 minister ds. spójności terytorialnej.

## Życiorys
Z wykształcenia ekonomista, zajął się działalnością akademicką, specjalizując się w zagadnieniach z zakresu makroekonomii. Doszedł do stanowiska profesora ekonomii politycznej na Uniwersytecie Rzymskim – La Sapienza. Był również m.in. członkiem rządowej rady ekspertów ekonomicznych (1998–2001) oraz doradcą ekonomicznym wiceministra finansów i ministra zdrowia (2006–2008). W 2011 został podsekretarzem stanu, a w 2014 wiceministrem do spraw rozwoju gospodarczego. W 2015 przeszedł na stanowisko sekretarza rządu (w randze podsekretarza stanu).
12 grudnia 2016 w nowo utworzonym rządzie Paola Gentiloniego objął stanowisko ministra bez teki do spraw spójności terytorialnej i Mezzogiorno. Funkcję tę pełnił do 1 czerwca 2018.